# Инвертоскоп

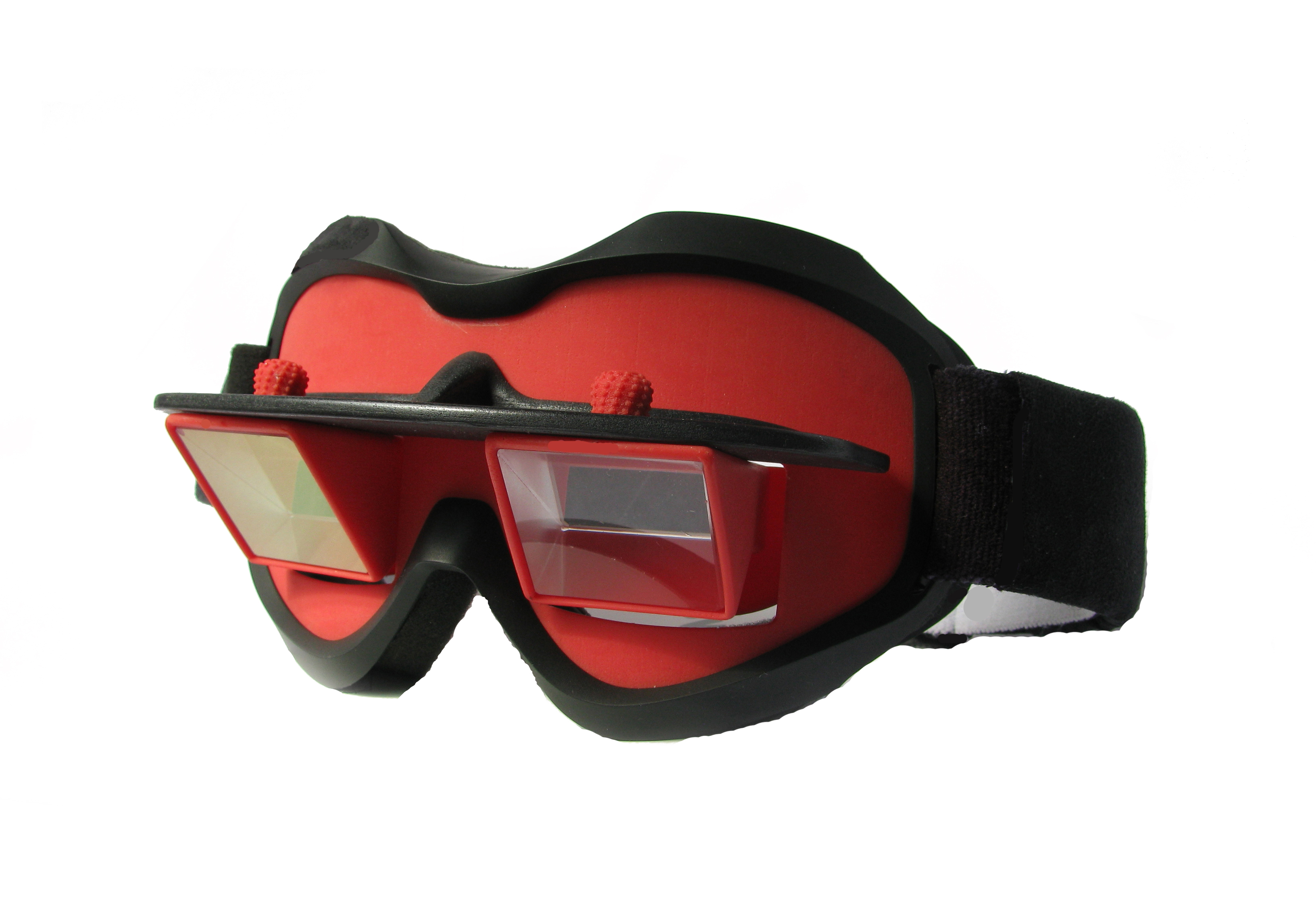
Инвертоскоп

Моргание человека в инвертоскопе с широким полем зрения

Инвертоскоп (invertoscope от лат. inverto — опрокидывать, и др.-греч. scopein — смотреть) — оптический прибор, первая конструкция которого изобретена в 1896 году доктором Джорджем Стрэттоном из Калифорнийского университета с целью исследовать механизмы зрительного восприятия экспериментальным путём. На сетчатке глаза человека по законам оптики формируется перевёрнутое изображение. С помощью инвертоскопа изображение на сетчатках глаз наблюдателя переворачивается обратно (выпрямляется) и, таким образом, пространство вокруг наблюдателя выглядит перевёрнутым. Инвертоскоп используется в психологических экспериментах для изучения механизмов зрительного восприятия в условиях инверсии поля зрения, а также может быть использован для тренировки пространственных способностей человека и профилактики морской болезни.
По опыту Джорджа Стрэттона, спустя несколько дней после использования зрительная система приспосабливается к инвертированному миру.

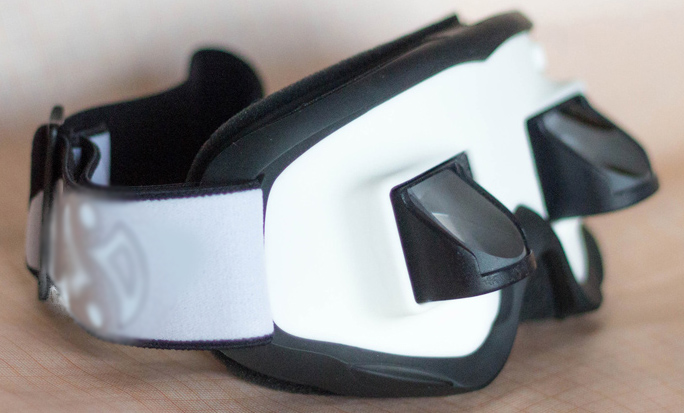
вариант инвертоскопа с прямоугольными призмами

## Ссылки

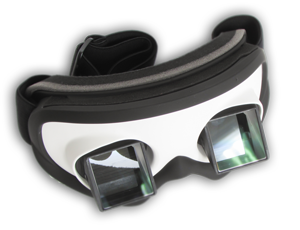
Инвертоскоп с вращающимися призмами

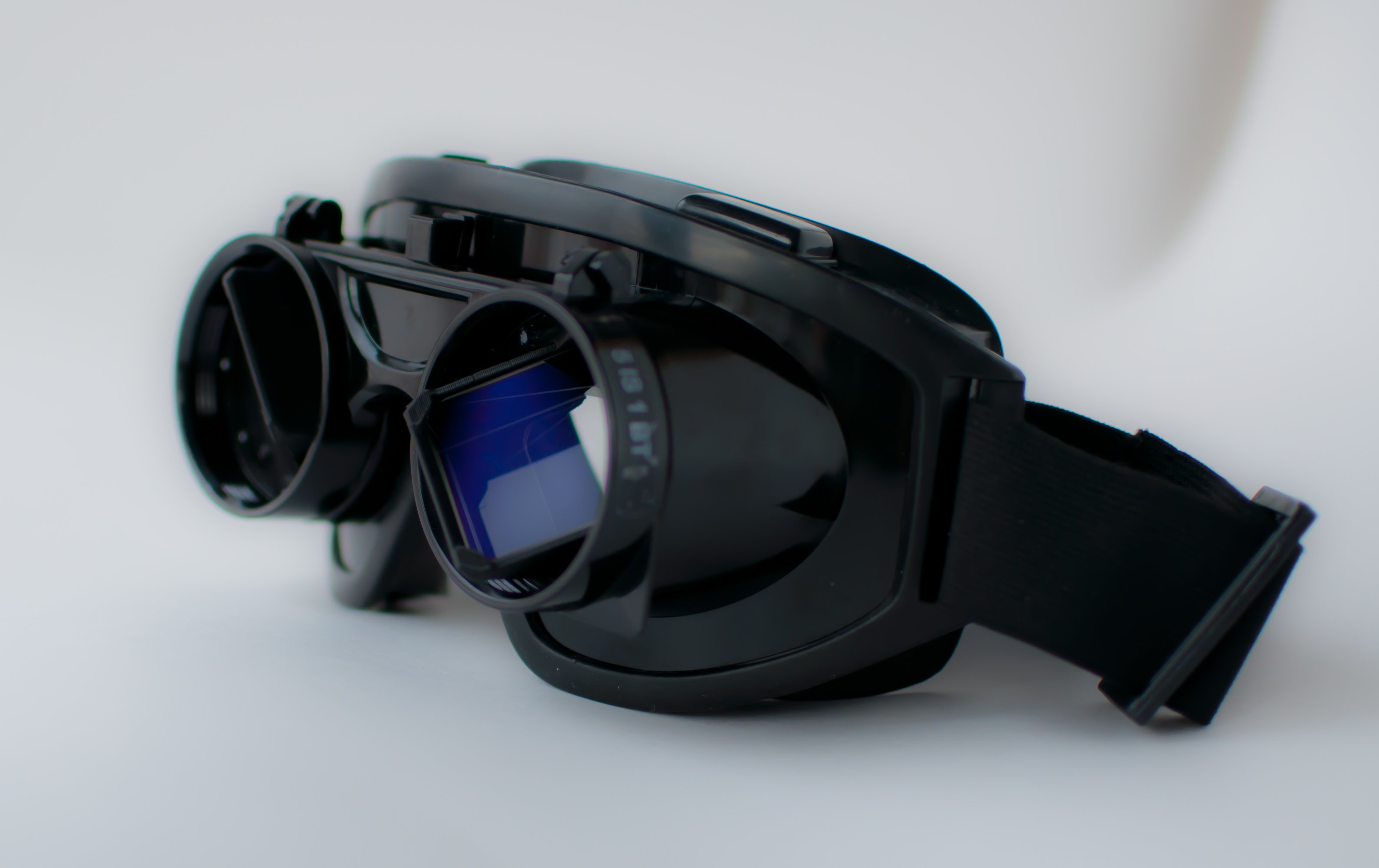
Инвертоскоп с независимым вращением призм